# Paço do Lumiar
Paço do Lumiar é um município brasileiro do estado do Maranhão. Pertence à Região Metropolitana de São Luís e junto com Raposa, São José de Ribamar, Alcântara, Santa Rita, Rosário, Bacabeira, São Luís e outros municípios, formam a maior metrópole do estado do Maranhão (também conhecida como Grande São Luís). Sua população, conforme estimativas do IBGE de 2021, era de 125 265 habitantes.
Em 2024, a área da cidade era de 127,193 quilômetros quadrados, o que a coloca na posição 216 de 217 dentre todos os municípios do estado do Maranhão. 

## História
O município tem sua ocupação iniciada em 22 de maio de 1625, quando chegou à capital da província do Maranhão, o governador Francisco Coelho de Carvalho, o jesuíta Luís Figueira já possuía uma légua de terra no sítio chamado Anindiba que, por escritura pública, fora-lhe doada por Pedro Dias e sua mulher Apolônia Bustamante.
Em virtude da Carta Régia de 11 de junho de 1761, o Governador Joaquim de Melo e Póvoas deslocou-se, no ano seguinte, para aquela povoação e elevou-a à categoria de Vila, como a denominação de Paço do Lumiar, em razão de sua semelhança como uma localidade de idêntica denominação existente na freguesia do Lumiar, nos arrabaldes de Lisboa, Portugal.
O governador Joaquim de Melo e Póvoas, buscando incentivar o desenvolvimento da Vila, ordenou que para lá fossem levadas algumas famílias de índios remanescentes das antigas Missões e que ainda não tinham lugar estabelecido para ficar, pois em 1755 foi concedida por lei liberdade total a eles. Homens brancos que viviam nas proximidades também foram levados a morar na Vila.
Entre 1911 e 1931, a Vila passou a ser município de Paço do Lumiar, sendo depois anexado e passando a ser distrito de São Luís, pelo Decreto de n° 47.
Com o Decreto Lei Estadual nº 159/1938, o distrito foi extinto, sendo seu território anexado ao distrito de São José de Ribamar, que também pertencia ao município de São Luís na época.
Com a emancipação de São José de Ribamar em 1952, Paço do Lumiar fica a ele subordinado até ser também emancipado pela Lei n° 1890, de 7 de dezembro de 1959.
Instalado em 14 de janeiro de 1961, teve como seu primeiro prefeito, Pedro Ferreira da Cruz.

## Geografia

### Relevo
O relevo do município tem baixa altitude, com predomínio de planícies e baixas declividades, modeladas em superfícies tabulares e subtabulares que decaem para colinas suaves e amplos vales, variando entre seis e cinquenta e cinco metros.

### Clima
O clima do município é o tropical megatérmico quente e úmido, com uma estação chuvosa de janeiro a junho e outra seca de julho a dezembro. Apresenta altas temperaturas durante todo o ano, com uma temperatura média de 26° C.

### Hidrografia
As principais bacias hidrográficas são as dos rios Paciência e Santo Antônio (também conhecido por rio Antônio Esteves ou Rio Cururuca, que deságua na Baía de Curupu), os quais tem grande importância para pesca, agricultura, transporte e lazer, mas que se encontram comprometidos em razão da poluição causada pela expansão da rede de esgotamento sanitário.

### Vegetação e biodiversidade
A vegetação característica da região são os manguezais, as florestas secundárias de terra firme (capoeiras) e matas de galerias ou matas de várzeas.
Nos brejos e igarapés, são encontrados juçarais (Euterpe oleracea), buritizais (Mauritia flexuosa), tucunzeiros (Astrocaryum vulgare), babaçu (Attalea speciosa), dentre outras espécies vegetais.
Considerando que o municípios é detentor de grandes áreas verdes e de um litoral com forte influência das marés, a extração vegetal, a agricultura de subsistência, a pesca artesanal e a cata de mariscos são atividades importantes e fonte de renda para uma parcela da população.

### Demografia
De acordo com dados do Censo Demográfico de 2022, a população do município de Paço do Lumiar era de 145.643 habitantes e a densidade demográfica era de 1.145,06 habitantes por quilômetro quadrado. Comparando-se com os outros municípios do estado do Maranhão, ficava nas posições 6 e 3 de 217. Já tendo como base todos os municípios do país, ficava nas posições 206 e 96 de 5570.
| População no último censo [2022] | 145.643 pessoas                            |
| População estimada [2024]        | 152.306 pessoas                            |
| Densidade demográfica [2022]     | 1.145,06 habitante por quilômetro quadrado |

Fonte: IBGE
De acordo com o Censo Demográfico de 2010, 63,63% da população do município é católica e 26,13% evangélica.
Meio Ambiente
O município de Paço do Lumiar apresenta 54,6% de domicílios com esgotamento sanitário adequado, 20,4% de domicílios urbanos em vias públicas com arborização e 11,2% de domicílios urbanos em vias públicas com urbanização adequada.
| Bioma predominante [2024]             | Amazônia  |
| ------------------------------------- | --------- |
| Área urbanizada [2019]                | 38,76 km² |
| Esgotamento sanitário adequado [2010] | 54,6%     |
| Arborização de vias públicas [2010]   | 20,4      |
| Urbanização de vias públicas [2010]   | 11,2%     |

Fonte: IBGE

## Economia
O PIB do município ficou, em 2018, em R$ 932.791.770, correspondendo ao 13º maior PIB do estado. 
A distribuição setorial do PIB em 2018 ficou: Agropecuária (1,73%), Indústria (12,61%, com destaque para o setor alimentício), Serviços- Administração, defesa, educação e saúde públicas e seguridade social (40,48%) e Serviços- Demais setores (45,17%).
Em 2021, o PIB per capita da cidade de Paço do Lumiar era de R$ 9.903,22. Comparando-se com outros municípios do estado do Maranhão, ficava nas posições 89 de 217 e na 4921 de 5570 entre todos os municípios do Brasil.
| Salário médio mensal dos trabalhadores formais [2022]                                             | 2,0 salários mínimos |
| Pessoal ocupado [2022]                                                                            | 11.704 pessoas       |
| População ocupada [2022]                                                                          | 8,04%                |
| Percentual da população com rendimento nominal mensal per capita de até 1/2 salário mínimo [2010] | 42,3%                |

Fonte: IBGE

## Infraestrutura

### Transporte coletivo
A Agência Estadual de Mobilidade Urbana (MOB) dispõe de 66 linhas de ônibus semiurbanos que operam entre os municípios de São Luís, São José de Ribamar, Raposa e Paço do Lumiar.
Há também três linhas de ônibus do Expresso Metropolitano circulando entre os quatro municípios da ilha.

### Rodovias
A Estrada de Ribamar tem início no bairro do Anil, em São Luís, vai até a cidade de São José de Ribamar.
Alguns dos bairros atravessados por ela são: Anil, Aurora, Planalto e Forquilha (São Luís); Maiobinha, Vila Kiola, Vila Sarney Filho, Vila Nojosa, Vila São José, Moropoia (São José de Ribamar); Lima Verde, Maiobão, Tambaú, Paranã, Pau Deitado (Paço do Lumiar). O Cemitério Jardim da Paz, o Pátio Norte Shopping e o Wang Park também se localizam na rodovia.
A Estrada de Ribamar também funciona parcialmente como linha divisória entre os municípios de Paço do Lumiar e São José de Ribamar. No lado norte, fica Paço do Lumiar e, no lado sul, São José de Ribamar.
A Estrada da Maioba (MA-202) se inicia na interligação com a Estrada de Ribamar na região conhecida como Forquilhinha, e vai até a rodovia MA-204 (trecho da Avenida General Arthur Carvalho), no Parque Tiago Aroso, ficando paralela ao rio Paciência.
Atravessa os bairros: Forquilha (São Luís), Parque Santa Luzia, Cohatrac V, Jardim Araçagy, Itaguará, Alvorada, Trizidela da Maioba, Novo Cohatrac (São José de Ribamar); Maioba, Vila São José, Maioba do Jenipapeiro, Parque Tiago Aroso (Paço do Lumiar), dentre outros.
A Estrada da Raposa (MA 203) dá acesso ao município de Raposa, e se interliga à MA 204 interliga São Luís, Raposa e São José de Ribamar.

### Aeroporto
O Aeroporto Coronel Alexandre Raposo está disponível para aviões de pequeno porte e tem uma pista de 1000 metros de extensão e 30 metros de largura.

### Educação
Paço do Lumiar possui 92 escolas públicas e privadas, uma unidade do Instituto Estadual do Maranhão (IEMA), além de instituições de ensino superior privadas.
Em 2010, a taxa de escolarização de 6 a 14 anos de idade era de 96%. Comparando-se com outros municípios do estado do Maranhão, ficava na posição 144 de 217. Já na comparação com municípios de todo o Brasil, ficava na posição 4570 de 5570. 
| Taxa de escolarização de 6 a 14 anos de idade [2010]             | 96 %              |
| IDEB – Anos iniciais do ensino fundamental (Rede pública) [2023] | 5,9               |
| IDEB – Anos finais do ensino fundamental (Rede pública) [2023]   | 4,2               |
| Matrículas no ensino fundamental [2023]                          | 18.605 matrículas |
| Matrículas no ensino médio [2023]                                | 3.983 matrículas  |
| Docentes no ensino fundamental [2023]                            | 819 docentes      |
| Docentes no ensino médio [2023                                   | 240 docentes      |
| Número de estabelecimentos de ensino fundamental [2023]          | 82 escolas        |
| Número de estabelecimentos de ensino médio [2023]                | 10 escolas        |

Fonte: IBGE

### Saúde
As principais unidades de saúde são a Unidade Mista do Maiobão e Unidade de Pronto Atendimento de Paço do Lumiar (administrados pela EMSERH), a Maternidade de Paço do Lumiar, o Centro de Especialidades Médicas do Maiobão (CEM), Centros de Especialidades e Diagnóstico (CED), Centro de Especialidades Odontológicas (CEO), Centro de Atenção Psicossocial (CAPS), 16 unidades básicas de saúde (UBS), dentre outras.
Em 2022, a taxa de mortalidade infantil média na cidade de Paço do Lumiar é de 15,7 para 1.000 nascidos vivos.

### Comunicações
A rádio Cultura FM fica localizada no bairro do Maiobão.

## Política
O Poder Legislativo de Paço do Lumiar é exercido pela Câmara Municipal, composta de 15 vereadores.
O Poder Executivo é exercido pela Prefeitura de Paço do Lumiar, e é representado pelo prefeito, vice-prefeito e secretários municipais.
O munícipio é termo judiciário da Comarca da Ilha de São Luís, com o Fórum Des. Lauro de Berredo Martins, além de contar representantes do Ministério Público do Maranhão e da Defensoria Pública do Estado.

### Prefeitos
| Nº | Prefeito                   | Vice                  | Partido                    | Mandato      | Observação                         |
| -- | -------------------------- | --------------------- | -------------------------- | ------------ | ---------------------------------- |
| 1  | Pedro Ferreira da Cruz     |                       | PSD                        | 1961 – 1963  | Prefeito nomeado                   |
| 2  | Vicente Ferreira Maia Neto |                       | ARENA                      | 1963 – 1969  | Prefeito eleito 1963               |
| 3  | Olavo Silveira de Melo     |                       | ARENA                      | 1969 – 1973  | Prefeito eleito 1968               |
| 4  | José Raimundo Gomes        |                       | ARENA                      | 1973 – 1977  | Prefeito eleito 1972               |
| 5  | Benjamin Peixoto           | João Brito            | ARENA                      | 1977 – 1978  | Prefeito eleito 1976               |
| 6  | João Brito                 | vago                  | PDS                        | 1978 – 1983  | Vice-prefeito no cargo de prefeito |
| 7  | Joaquim Aroso              | Alfredo Silva         | PFL eleito pelo PDS        | 1983 – 1989  | Prefeito eleito 1982               |
| 8  | Alfredo Silva              | Aguinaldo Ferreira    | PFL (1989) PRN (1989–1993) | 1989 – 1993  | Prefeito eleito 1988               |
| 9  | Wanderley Ribeiro          | Francisco Dias        | PSD eleito pelo PTB        | 1993 – 1997  | Prefeito eleito 1992               |
| 10 | Amadeu Aroso               | Flávio Campos         | PMDB                       | 1997 – 2001  | Prefeito eleito 1996               |
| 11 | Mábenes Fonseca            | Gilberto Aroso        | PMDB eleito pelo PDT       | 2001 – 2003  | Prefeito eleito 2000               |
| 12 | Gilberto Aroso             | Arnaldo Reis          | DEM eleito pelo PFL        | 2003 – 2009  | Prefeito reeleito 2004             |
| 13 | Bia Venâncio               | Raimundo Filho (PHS)  | PSD eleita pelo PDT        | 2009 – 2012  | Prefeita eleita 2008               |
| 14 | Raimundo Filho             | vago                  | PHS                        | 2012 – 2013  | Vice-prefeito no cargo de prefeito |
| 15 | Josemar Sobreiro           | Marconi Lopes (PDT)   | PSDB eleito pelo PR        | 2013 – 2017  | Prefeito eleito 2012               |
| 16 | Domingos Dutra             | Paula Azevedo (PCdoB) | PCdoB                      | 2017 – 2019  | Prefeito eleito 2016               |
| 17 | Paula Azevedo              | Inaldo Pereira        | PCdoB                      | 2019 – atual | Prefeita reeleita 2020             |

## Cultura e turismo

### São João
O bumba-meu-boi é uma das principais manifestações culturais do município, sendo seus principais representantes o Boi da Maioba, o Boi da Pindoba e o Boi de Iguaíba, além de outros grupos como Boi Brilho da Juventude, Boi de Upaon-açu, Boi Brilho de São Francisco, Boi do Maiobão, Boi Estrela de São João, Boi Milagre de São João, Boi Estrela Maior e outros.
Outros elementos da cultura popular de Paço do Lumiar são o Tambor de Crioula, o Cacuriá, a Quadrilha, a Dança Portuguesa e a Festa do Divino Espírito Santo, o festejo de maior expressão do município, atraindo milhares de pessoas, em especial no povoado Pindoba.

### Religião
Igreja de Nossa Senhora da Luz, tombada em 1984, apresenta elementos próprios da arquitetura jesuíta, construída no século XVII e cuja imagem veio de Portugal. Localizada na sede do município, apresenta nave única, altar-mor integrado ao corpo da igreja, sacristia e sineira na parte de cima, fachada plana sem torres, com frontão triangular curvo, ladeado por coruchéus 

### Atrativos naturais
Em Paço do Lumiar, tem destaque o turismo ecológico em razão dos atrativos naturais pela presença dos manguezais, rios e igarapés nos portos das comunidades de pescadores de Iguaíba, Pindoba, Pau Deitado, Mocajituba, Mojó, e Timbuba.